# أبراهام غالاوي
أبراهام إج. غالاوَي (بالإنجليزية: Abraham H. Galloway)‏ (ولد 8  فبراير 1837- توفي 1 سبتمبر 1870) عبد أمريكي هارب وأحد أعضاء حركة التحرير من العبودية، وبنَّاء، وجاسوس لصالح جيش الاتحاد، وأحد المنادين بحق المرأة في التصويت، وعضو مجلس الشيوخ الجمهوري في كارولاينا الشمالية.
وُلد في سميثفيل (حاليا ساوثبورت، كارولاينا الشمالية) عام 1837. كان عبدًا سابقًا لعِب دورًا حيوِيًا في دعم نجاح جيش الاتحاد في كارولاينا الشمالية، وخَدَم في مجلس الشيوخ في كارولاينا الشمالية خلال فترة إعادة الإعمار في أعقاب الحرب الأهلية. أُحييت ذكرى وفاته في ويلمينغتون، كارولاينا الشمالية عام 1870 بحضور أكثر من 6000 شخص.
يتذكره الناس، بشكل جزئي، من خلال علامة تاريخية وُضِعت في ويلمينغتون عام 2012، وهي عبارة عن مشروع تَوَلَّته لجنة محلية، تُعرف حاليًا باسم «أصدقاء أبراهام غالاوي» كما هو مُسجل في مجلة ويلمينغتون.
لم يترك أبراهام غالاوي أي سجلات متعلقة بأفكاره وانطباعاته لعدم مقدرته على القراءة أو الكتابة، على الرغم من أنه كان يشكل قوة دافعة في توجيه السياسة الوطنية والمحلية خلال فترة حياته الوجيزة. قام وليام ستيل، عضو حركة التحرير من العبودية وسكرتير مُراسلات كان يعمل لدى لجنة اليقظة في فيلادلفيا، بتوثيق عملية هروب غالاوي وصديقه ريتشارد إيدن من ويلمينغتون إلى فيلادلفيا، إذ قاما بالاختباء بين حمولة على متن سفينة شراعية تحمل مخزونات بحرية؛ قطران الصنوبر وزيت التربنتين. ويَعتبر ستيل غالاوي وإيدن «من بين أشجع الشجعان»؛ نظرًا إلى المخاطر التي كانت تحف بهذه الرحلة بالذات. وقد وفرت لجنة اليقظة معبرًا للرجلين.
خلال القرن العشرين، اكتشف المؤرخون والكُتَّاب قصة غالاوي، ولا يزالون مستمرين في تعزيز معرفتهم بطبيعة الحرب الأهلية هذه من خلال كتابين، كتاب أغنية ووترمان، نُشر في أكتوبر 2001، وكتاب نيران الحرية، نُشر في فبراير 2015. إذ يسطر هذان الكتابان معالم قصة أبراهام غالاوي. وكذلك يسلط مقال بقلم فيليب جيرارد، من جامعة كارولاينا الشمالية في ويلمينغتون، نُشر في مجلة ولايتنا الضوء على مكانته في تاريخ كارولاينا الشمالية.

## النشأة
وُلِد أبراهام غالاوي من أبٍ أبيض وعبدة سوداء في سميثفيل (حاليًا ساوثبورت)، كارولاينا الشمالية. كان والده الحقيقي، جون ويسلس غالاوي، يحميه دائمًا على الرغم من كل الظروف. وكان مالك غالاوي، مارسدين ميلتون هانكِنز، يسمح لغالاوي الصغير بالعمل في بناء الطوب شريطة أن يجلب له خمسة عشر دولارًا. إلا أن غالاوي قرر أن يهرب عندما أصبح من المستحيل الاستمرار في جلب خمسة عشر دولارًا لمالكه. وفي عام 1857، تمكن غالاوي من الهرب من العبودية بعد أن قام قبطان سفينة بإخفائه بين براميل زيت التربنتين والقَطران والراتنج. وبهذه الطريقة، تمكن غالاوي من الهرب من ويلمينغتون، كارولاينا الشمالية إلى فيلادلفيا، بنسلفانيا.

## الحرب الأهلية
بعد مضي ثلاث سنوات على هروبه، عاد غالاوي إلى كارولاينا الشمالية مع بداية الحرب الأهلية. عَمل غالاوي في الحرب الأهلية كجاسوس لدى جيش الاتحاد تحت إمرة اللواء بنجامين فرانكلين باتلر. ولكونه عميل مخابرات رئيسيًا يعمل مع العبيد في كارولاينا الشمالية، تمكن غالاوي من حث العديد منهم على المقاتلة في الحرب إلى جانب الاتحاد. وبحلول ربيع عام 1863، يُقال إن غالاوي قد أصبح أهم زعيم سياسي من بين أكثر من 10,000 عبد كان يعيش في مخيمات وموانئ غير قانونية يحتلها الجيش الفيدرالي.

## وفاته
توفي غولاوي على نحو غير متوقع نتيجة أصابته بالحمى واليرقان في 11 سبتمبر، 1870 في ويلمينغتون. وقد بلغ 33 سنة في ذلك الوقت حين كان قد أعيد انتخابه للتو في مجلس الشيوخ. وحضر جنازته حوالي 6,000 مشيع.